# サンズ・チャイナ
サンズ・チャイナ（英語: Sands China、中国語: 金沙中國、SEHK: 1928）は、マカオをベースにする米国系カジノ企業である。2009年に香港証券取引所に上場した。
ニューヨーク証券取引所に上場するラスベガス・サンズの子会社として、マカオでカジノ、ホテル、リゾートを経営している。コンベンション・センター、ショッピングセンターも所有する。